# SIAF
Slovak international air fest, SIAF (укр. Словацький міжнародний авіаційний фестиваль) — міжнародний авіаційний фестиваль (авіашоу) що проводиться у Словаччині.

## Історія
Фестиваль заснований і готується Словацькою авіаційною агенцією (Slovak aviation agency) спільно з представниками транспортного, військового та інших міністерств Словаччини. Проводиться з 2013 року.

## SIAF 2016
SIAF 2016 проходив 27-28 серпня 2016 року у місті Сльяч (Словацька Республіка).
Директором SIAF 2016 був Хуберт Стокс.

### Участь представників України
Україну на SIAF 2016 представляли екіпажі двох винищувачів Су-27 та Су-27УБ на статичному та динамічному показах, а також військово-транспортний літак Ан-26.
Переможцем серед військових льотчиків, які здійснювали польоти впродовж двох днів, став представник український льотчик та полковник Олександр Оксанченко. За це він отримав від командуючого Повітряними силами Словацької Республіки спеціальний трофей.